# Strongylophthalmyia stackelbergi
Strongylophthalmyia stackelbergi är en tvåvingeart som beskrevs av Nina Krivosheina 1981. Strongylophthalmyia stackelbergi ingår i släktet Strongylophthalmyia och familjen långbensflugor. Inga underarter finns listade i Catalogue of Life.